# Henricus de Etwat de Primislawia
Henricus de Etwat de Primislawia (tschechisch Jindřich z Etwatu neboli z Prenzlau) war der erste historisch nachgewiesene Rektor der Karls-Universität Prag.
Etwat de Primislawia studierte Recht. Die Einführung in das Amt des Rektors 1366 erfolgte im Veitsdom, obwohl die ersten Vorbereitungen schon 1348 stattfanden. Die Stelle des Rektors ist jedoch erst 1356 erstmals nachgewiesen worden. Auch die Wahl von Etwat de Primislawia ist nicht sicher belegt. Historisch nachgewiesen ist erst die Wahl des Henricus de Nanexen alias de Embeck 1368. Gewählt wurde er vermutlich durch Wahlmänner, die sich aus Vertretern der „nationes“ der Universität zusammensetzten.